# راينر برينكمان
راينر برينكمان (بالألمانية: Rainer Brinkmann)‏ (و. 1958 – م) هو سياسي، من ألمانيا، هو عضوٌ في الحزب الديمقراطي الاجتماعي الألمانيشارك في الانتخابات الرئاسية الألمانية 1999 ‏.

## مناصب
تولى منصب عضو البرلمان الألماني.